# Peromyscus nasutus
Peromyscus nasutus és una espècie de mamífer rosegador de la família dels cricètids. Viu a Mèxic i els Estats Units. El seu hàbitat natural són els afloraments rocosos i els camps de blocs situats als boscos de pins, ginebres i roures. És una espècie en risc mínim, és a dir, no sembla que hi hagi cap amenaça significativa per a la seva supervivència. El seu nom específic, nasutus, significa ‘nassut’ en llatí.